# Farah Touchi
Farah Touchi est une lutteuse libre française née le 9 juin 1973.

## Palmarès

### Championnats du monde
- Médaille de bronze en lutte libre dans la catégorie des moins de 46 kg en 1997 à Clermont-Ferrand

### Championnats d'Europe
- Médaille d'or en lutte libre dans la catégorie des moins de 46 kg en 1997 à Varsovie
- Médaille d'argent en lutte libre dans la catégorie des moins de 46 kg en 2000 à Budapest
- Médaille de bronze en lutte libre dans la catégorie des moins de 46 kg en 1999 à Götzis
- Médaille de bronze en lutte libre dans la catégorie des moins de 46 kg en 1998 à Bratislava

### Jeux méditerranéens
- Médaille de bronze en lutte libre dans la catégorie des moins de 46 kg en 2001 à Tunis